# World Beyond
Albums de Erasure
World Be Gone
(2017) World Be Live
(2018)
World Beyond est le titre d'un nouvel album du groupe britannique Erasure, sorti le 9 mars 2018 au Royaume-Uni.
Réalisé fin 2017 en seulement 10 journées d'enregistrement, World Beyond offre une réinterprétation complète des chansons du dernier album original d'Erasure, World Be Gone (2017), par le chanteur du groupe, Andy Bell, accompagné d'une petite formation classique de six musiciens belges du groupe bruxellois Echo Collective. À la croisée des chemins entre les trois ré-orchestrations classiques de The Two-Ring Circus (1987) et la formule acoustique intimiste de Union Street (2006), ce nouvel album est entièrement instrumenté par Echo Collective avec du violon, de l'alto, du violoncelle, du piano, de la harpe, du vibraphone et du glockenspiel.
World beyond est produit par Echo Collective et mixé par Gareth Jones. L'album se classe au n°47 des ventes d'albums au Royaume-Uni pour la semaine de sa sortie.
À l'instar de World Be Gone, la pochette de World Beyond est une peinture réalisée par l'artiste britannique Louise Hendy (pour l'entreprise Blue Ink Creative) dont elle reprend la même thématique, mais en remplaçant le modèle féminin de la figure de proue par un modèle masculin, ainsi que le ciel bleuté par un fond rouge.

## Classement parmi les ventes d'albums
| Pays        | Meilleure position |
| ----------- | ------------------ |
| Royaume-Uni | 47                 |

## Liste des plages
1. Oh What A World
2. Be Careful What You Wish For!
3. World Be Gone
4. A Bitter Parting
5. Still It's Not Over
6. Take Me Out Of Myself
7. Sweet Summer Loving
8. Love You To The Sky
9. Lousy Sum Of Nothing
10. Just A Little Love